# Josh Martin
Josh Martin, né le 9 septembre 2001 à Luton en Angleterre, est un footballeur anglais qui évolue au poste d'ailier gauche pour Cheltenham Town.

## Biographie

### En club
Né à Luton en Angleterre, Josh Martin est formé par l'académie de l'Arsenal FC. Avec les U18 du club il est notamment finaliste de la FA Cup de la catégorie lors de la saison 2017-2018. Il ne parvient toutefois pas à se faire une place jusqu'en équipe première et en mars 2019 il décide de poursuivre sa formation à Norwich City.
C'est avec Norwich qu'il commence sa carrière professionnelle, jouant son premier match le 19 juin 2020, lors d'une rencontre de Premier League face au Southampton FC. Il entre en jeu à la place de Josip Drmić lors de cette rencontre perdue par son équipe (0-3). Son équipe, lanterne rouge du championnat, est reléguée à l'issue de cette saison 2019-2020. Le 29 mai 2019, il prolonge son contrat avec Norwich jusqu'en 2023.
Josh Martin découvre alors la Championship lors de la saison 2020-2021. Jouant son premier match dans la compétition le 7 novembre 2020 contre Swansea City (victoire 1-0 de Norwich). Le 5 décembre 2020, lors d'un match de championnat face à Sheffield Wednesday, il se fait remarquer en inscrivant son premier but en professionnel. Entré en jeu à la place de Marco Stiepermann, il permet à son équipe d'égaliser avant que Max Aarons ne donne la victoire à son équipe (2-1 score final),.
Le 1er juillet 2021, il est prêté à Milton Keynes Dons.
Le 31 août 2022, Josh Martin est de nouveau prêté, cette fois-ci au Barnsley FC pour une saison.
Le 13 novembre 2023, Martin signe à Portsmouth jusqu'à la fin de saison.
Le 1ermai 2024, Portsmouth dans sa liste annuel de revue d'effectif, déclare qu'il est libéré cet été, à l'expiration de son contrat.

## Palmarès

### En club
| Norwich City (1)                                                     | Portsmouth FC (1)                                                    |
| - Championnat d'Angleterre de deuxième division : - Champion : 2021. | - Championnat d'Angleterre de troisième division : - Champion : 2024 |